# Muzeum Ziemi Sądeckiej

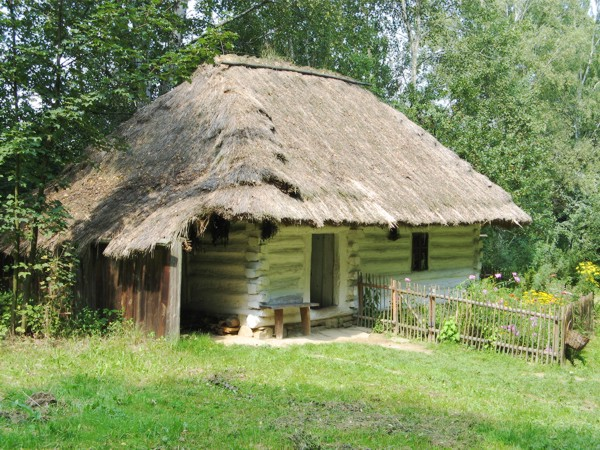
Sadecki Park Etnograficzny

Muzeum Ziemi Sądeckiej (do 2024 r. Muzeum Okręgowe w Nowym Sączu) – placówka muzealna zlokalizowana w Nowym Sączu.

## Historia
Początki muzealnictwa w Nowym Sączu sięgają przełomu lat 80. i 90. XIX wieku, kiedy zaczęto gromadzić pamiątki przeszłości. W 1896 r. Józef Wieniawa-Zubrzycki przeznaczył swój dom przy ul. Jagiellońskiej 35 na siedzibę biblioteki miejskiej i muzeum. Jednak muzealia nigdy nie zostały tam złożone i wyeksponowane. Zbiory pokazywano okazjonalnie w różnych miejscach, m.in. w ratuszu nowosądeckim. Chociaż podejmowano kolejne uchwały w 1909 i 1910 r. w sprawie utworzenia muzeum, to dopiero po zakończeniu I wojny światowej powrócono do tej idei. Po odzyskaniu niepodległości ruszyły prace przy odbudowie nowosądeckiego zamku i pojawiła się możliwość umieszczenia w nim zarówno biblioteki, jak i muzeum. Ostatecznie zbiory muzealne udostępniono 12 sierpnia 1938 roku. Jednak już w kolejnym roku, w obliczu okupacji niemieckiej, część najcenniejszych obiektów ponownie znalazła się w prywatnych rękach w celu ich zabezpieczenia i ukrycia. W styczniu 1945 roku wybuch składu amunicji obrócił w ruinę zamek wraz z pozostałymi muzealiami. W ruinach zamku odszukano znikomą liczbę eksponatów (161). Po wojnie rozpoczęto ponowne gromadzenie zbiorów. Od 1965 roku znalazły stałą możliwość ekspozycyjną w Domu Gotyckim. W latach 1976–2007 w strukturze nowosądeckiego Muzeum funkcjonował oddział Ośrodek Budownictwa Ludowego w Szymbarku, z filią Cerkiew w Bartnem.
24 stycznia 2024 Muzeum Okręgowe w Nowym Sączu, zgodnie z decyzją władz Województwa Małopolskiego, zmieniło nazwę na Muzeum Ziemi Sądeckiej. Jest to nazwa pierwotna, która była stosowana przed II wojną światową, od 1938.

## Oddziały
Muzeum posiada Oddziały na terenie miasta:
- Gmach Główny – siedziba główna Muzeum Ziemi Sadeckiej, dyrekcja, ekspozycja poświęcona historii Nowego Sącza, wystawa stała prac i zaaranżowana pracowania wybitnego portrecisty Bolesława Barbackiego – Jagiellońska 56
- Galeria Marii Ritter i Stare Wnętrza Mieszczańskie – pracownia malarska i wystrój mieszkania z przełomu XIX/XX w. – Rynek 2,
- Sądecki Park Etnograficzny, ul. Długoszowskiego 83B,
- Miasteczko Galicyjskie, ul. Lwowska 226.

Oddziały Muzeum poza Nowym Sączem:
- Muzeum Lachów Sądeckich w Podegrodziu im. Zofii i Stanisława Chrząstowskich, Podegrodzie 525
- Muzeum Nikifora w Krynicy-Zdroju, Bulwary Dietla 19
- Muzeum Pienińskie im. Józefa Szalaya w Szlachtowej, ul. Łemkowska 37.